# جنیفر لش
جنیفر لَش (انگلیسی: Jennifer Lash؛ ‏ ۲۷ فوریهٔ ۱۹۳۸ – ۲۸ دسامبر ۱۹۹۳) رمان‌نویس و نقاش اهل انگلستان بود.
او در ۱۹۶۱ و در سن ۲۳ سالگی، نخستین رمان خود را به نام «دفن» منتشر کرد. پس از انتشار این رمان، او را یکی از آینده‌دارترین نویسندگان انگلستان در آن میان هنرمندان آن روزگار می‌دانستند. دودی اسمیت نویسندهٔ رمان صد و یک سگ خالدار پس از ملاقات با او در سافک گفت: جنیفر لَش «جالب‌تر از آنی است که حقیقت داشته باشد.»
نقاشی‌های او نیز در چندین گالری نقاشی در سنت ایوس و سافک به نمایش گذاشته شد.